# Тролейбус Дейтона
Тролейбус Дейтона (англ. Trolleybuses in Dayton) — тролейбусна мережа в місті Дейтон, Огайо, США. Одна з п'яти діючіх тролейбусних мереж Сполучених Штатів.

## Історія
Історія електричного транспорту міста почалася у 1888 році з появою в місті електричного трамваю. Перші тролейбуси з'явилися в Дейтоні у 1933 році, замінивши один з трамвайних маршрутів. Деякий час трамваї та тролейбуси одночасно обслуговували місто, поки 27 вересня 1947 року не був закритий останній трамвайний маршрут.
Історія розвитку електричного транспорту міста досить унікальна для США. В кінці ХІХ століття в кожному великому місті існувало декілька транспортних компаній які одночасно керували трамваями в містах, але на початку ХХ століття почалася консолідація, що поступово призвела до появи однієї компанії що керувала всім транспортом міста. Ситуація в Дейтоні була принципово іншою, на момент відкриття тролейбусної мережі в місті існувало п'ять незалежних транспортних компанії. Більшість з цих компаній працювали до початку 40-х років. Також особливістю стало те що під час масової заміни трамваїв автобусами по усіх Сполучених Штатах у 1940-х — 50-х роках, громадський транспорт Дейтона навіть у 1960-х був представлений майже одними тролейбусами. Протягом приблизно семи місяців у 1940 році в місті працювало п'ять незалежних компаній що керували тролейбусними мережами, таким чином Дейтон єдине місто в світі де одночасно працювало така кількість компаній. Повна консолідація сталася лише у 1955 році, з 1972 року мережею керує компанія Greater Dayton Regional Transit Authority або RTA.
У кінці 1980-х все йшло до ліквідації мережі, у 1988 році керівництво RTA проголусувало за поступову ліквідацію мережі. Але це рішення було скасоване у 1991 році коли незалежні експерти рекомендували зберегти мережу, яка в довгострокові перспективі була визнана найбільш економічною та екологічною для міста. Незабаром RTA провела реконструкцію діючого рухомого складу щоб він зміг надійно функціонувати до придбання нових машин. Повне оновлення парку тролейбусів сталося у 1996 — 99 роках, всього було придбано 57 машин.

## Маршрути
На 2018 рік в місті працює 7 маршрутів, майже незмінних з 1988 року.
- 1 — 3-тя Іст-стріт/3-тя Вест-стріт
- 2 — Лексінгтон/5-та Іст-стріт
- 3 — Вейн авеню
- 4 — Хувер/Ксенія-Лінден
- 5 — Валлей стріт/Фар Хіллс
- 7 — Норт Мейн/Вотервлет
- 8 — Салем/Лейквію.

## Рухомий склад
Перші тролейбуси були виробництва компанії J. G. Brill. Пізніше закупалися моделі як J. G. Brill так і інших виробників, таких як Pullman чи Marmon-Herrington. Починаючи з кінця 1950-х та по середину 60-х оператор мережі також закуповував тролейбуси, які були у вжитку, з міст США де тролейбусні мережі ліквідовували. У 1971 році був придбаний новий тролейбус, це сталося вперше з 1955 року не тільки в місті а і у всіх Сполучених Штатах. У 1975 році було замовлено 64 нових тролейбуса виробництва New Flyer Industries (Модель Flyer E800). Перші машини цієї серії почали надходити до міста наприкінці 1976 року, та стали першими тролейбусами Дейтона обладнаними кондиціонерами. Чергове оновлення рухомого складу сталося у середині 1990-х коли були придбані тролейбуси Electric Transit, спільного підприємства чеської Шкоди та американського виробника.
Починаючи з травня 2013 року в місті тестується 4 гібридних тролейбуса здатних працювати як від контактної мережі так і від акумуляторів. Як що компанія визнає надійною цю модель, то буде замовлено 41 тролейбус на 43 млн доларів США.
Деякі тролейбуси зняті з експлуатації були збережені та передані в різноманітні музеї.

## Галерея

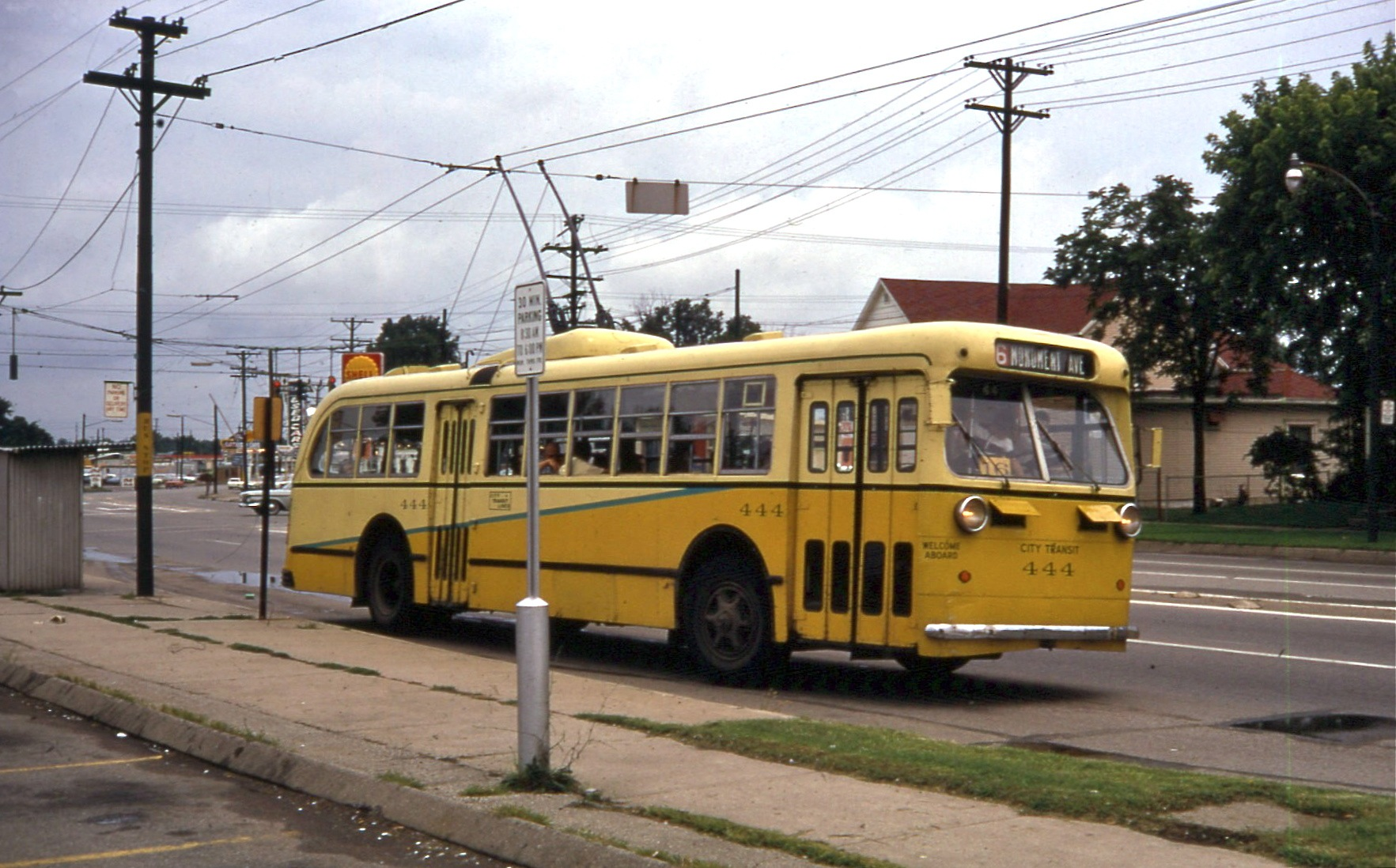
Модель компанії Pullman у 1968 році
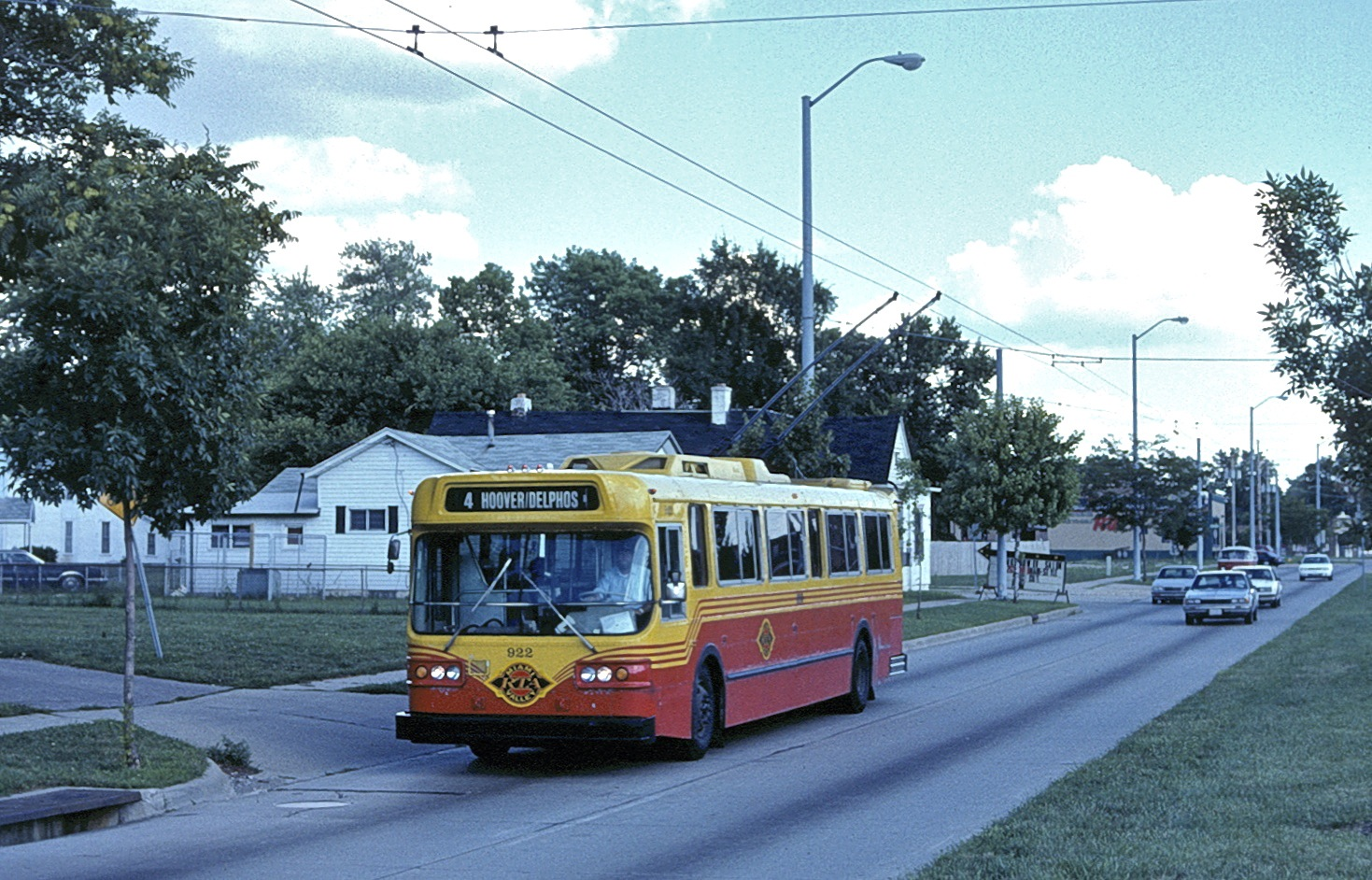
Модель Flyer у 1996 році
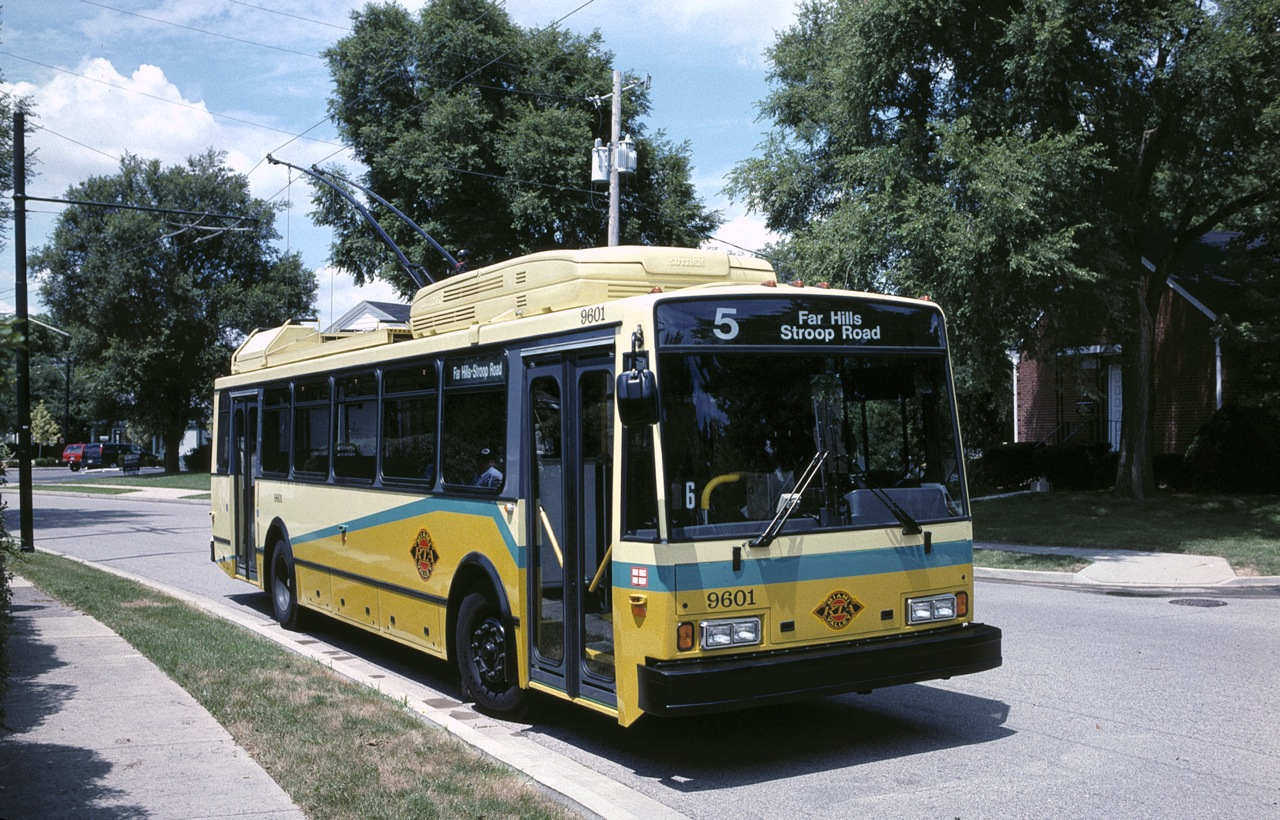
Модель компанії Electric Transit
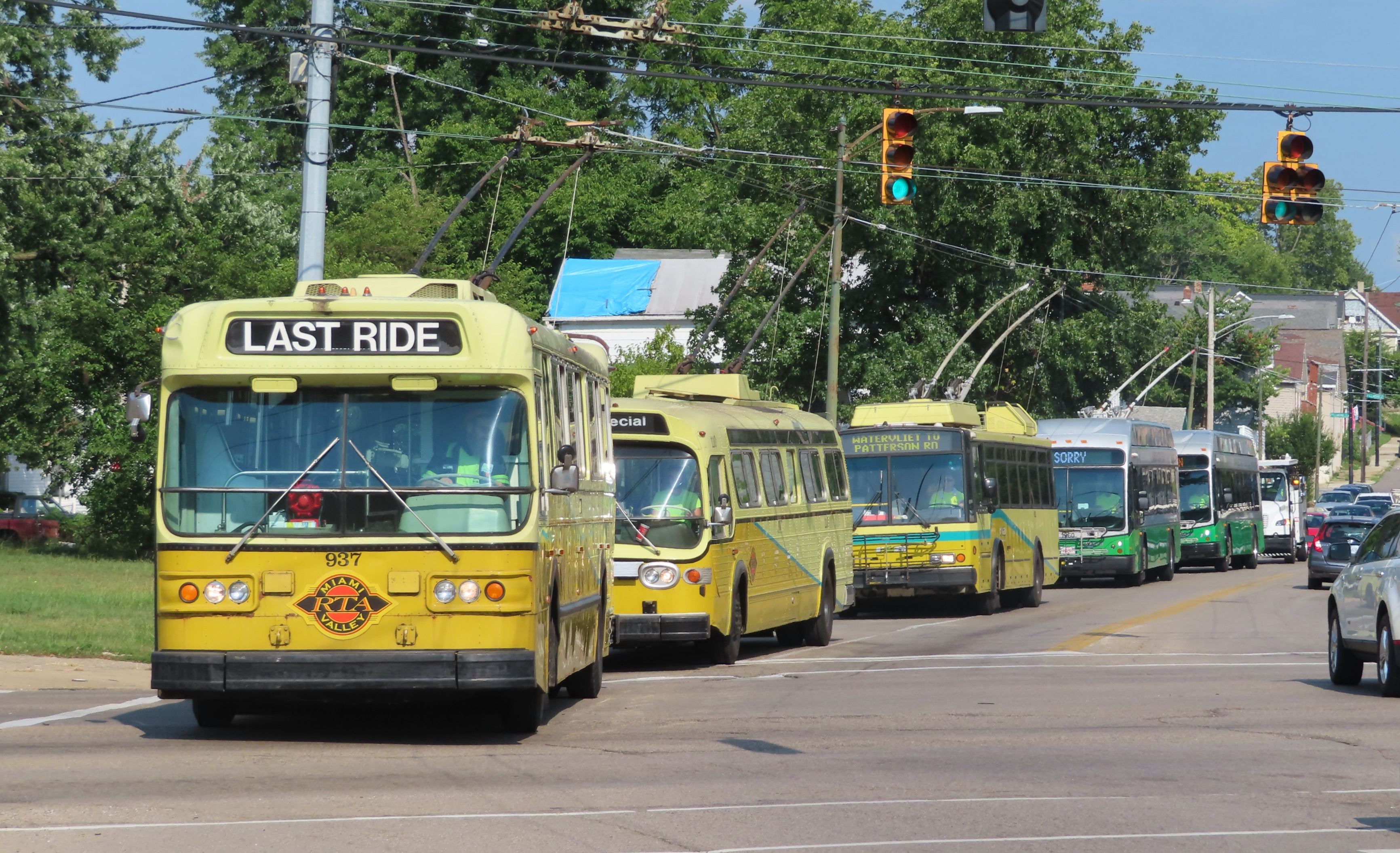
Декілька видів тролейбусів на спеціальному турі 2021